# Musikalisches Opfer

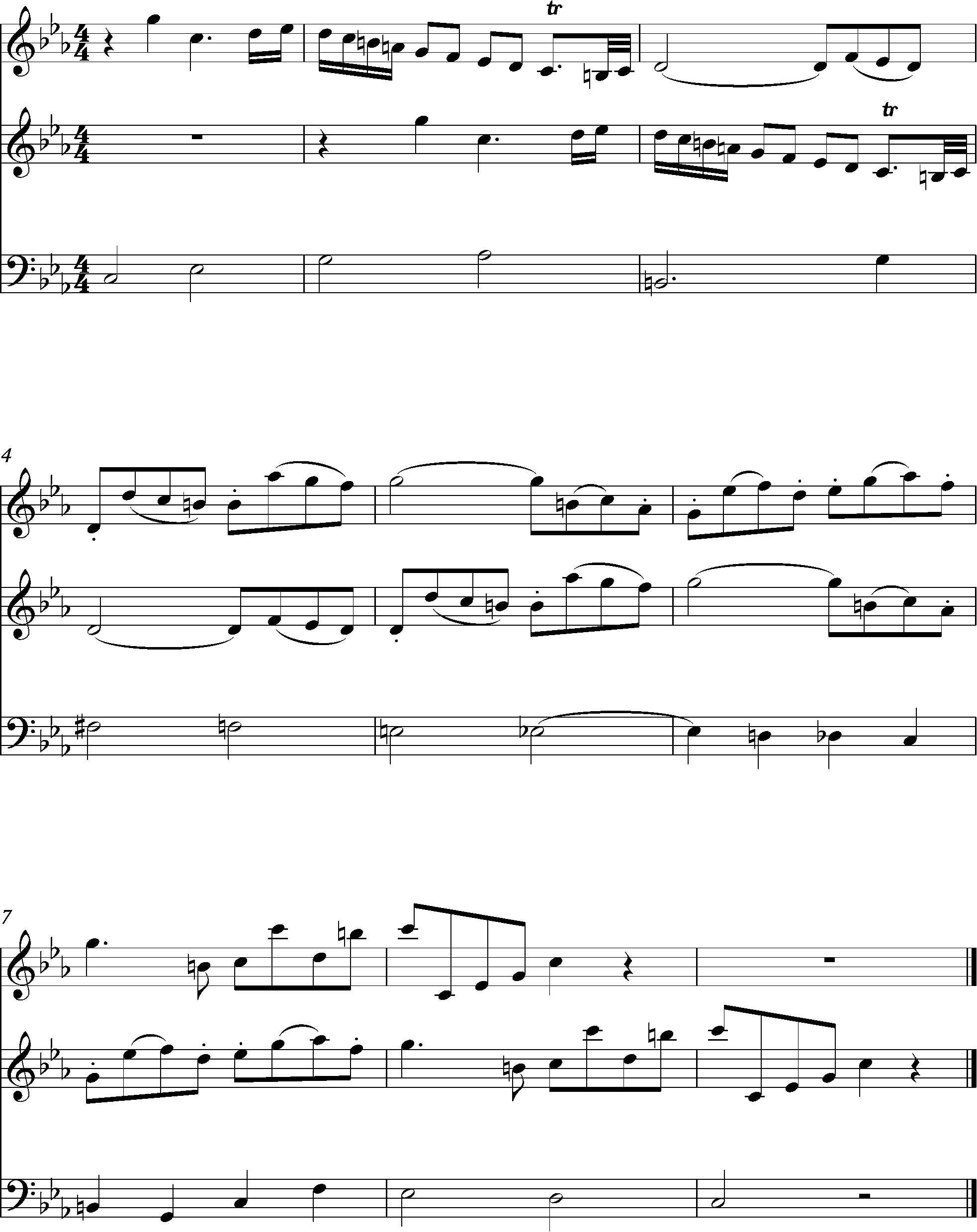
Kanon z Musikalisches Opfer Bacha

Musikalisches Opfer (Muzyczna ofiara) BWV 1079 – jedno z ostatnich dzieł Johanna Sebastiana Bacha. 
Inspiracją do jego skomponowania była wizyta Bacha (7 maja 1747) na dworze króla pruskiego Fryderyka II, gdzie jego syn Carl Philipp Emanuel Bach pełnił funkcję klawesynisty. Król (który sam był dobrze wykształconym muzykiem, flecistą i kompozytorem) zagrał Bachowi temat i poprosił o zaimprowizowanie fugi. Bach nie spełnił wówczas prośby króla i zaprezentował fugę na własny temat. Jednak po powrocie do Lipska postanowił zmierzyć się z tym zadaniem i w ten sposób powstał dedykowany władcy cykl utworów – niezwykle kunsztownych i skomplikowanych kanonów i fug, które w swej kompozycji określił dawną nazwą „ricercar”.
Waszej Królewskiej Mości poświęcam niniejszym z najgłębszym oddaniem tę muzyczną ofiarę, której najszlachetniejsza część z najłaskawszej własnej ręki Waszej pochodzi. Z pełną czci radością wspominam jeszcze szczególną łaskę królewską, gdy w czasie mej niedawnej bytności w Poczdamie raczył Wasza Królewska Mość osobiście zagrać mi na klawesynie temat do fugi, najłaskawiej mnie przy tym zobowiązując, aby takową w najwyższej obecności Waszej zaraz wykonał – pisał Bach 7 lipca do króla Fryderyka II.
Dzieło w swym pierwszym wydaniu nie miało określonego układu (wydano je na osobnych kartach, bez porządkującego spisu), składają się na nie:
- Dwa ricercary, sześciogłosowy i trzygłosowy

- Dziesięć kanonów
  - Canones diversi super Thema Regium:
    - Dwa kanony dwugłosowe
    - Kanon dwugłosowy per motum contrarium
    - Kanon dwugłosowy per augmentationem, contrario motu
    - Kanon dwugłosowy per tonos

  - Canon perpetuus
  - Fuga canonica
  - Kanon dwugłosowy Quaerendo invenietis
  - Kanon czterogłosowy
  - Canon perpetuus contrario motu

oraz 
- Sonata sopr'il Soggetto Reale na flet, skrzypce i basso continuo składająca się z czterech części
  - Largo
  - Allegro
  - Andante
  - Allegro